# Ivan Nielsen
Pour les articles homonymes, voir Nielsen.
Ivan Nielsen est un footballeur danois, né le 9 octobre 1956 à Copenhague.

## Biographie

### En sélection
- 51 sélections et 0 but avec l'équipe du Danemark entre 1980 et 1989.

## Clubs
- 1975-1979 : Fremad Amager  Danemark
- 1979-1986 : Feyenoord Rotterdam  Pays-Bas
- 1986-1990 : PSV Eindhoven  Pays-Bas
- 1990-1991 : Fremad Amager  Danemark
- 1991-1993 : FC Copenhague  Danemark